# White Widow

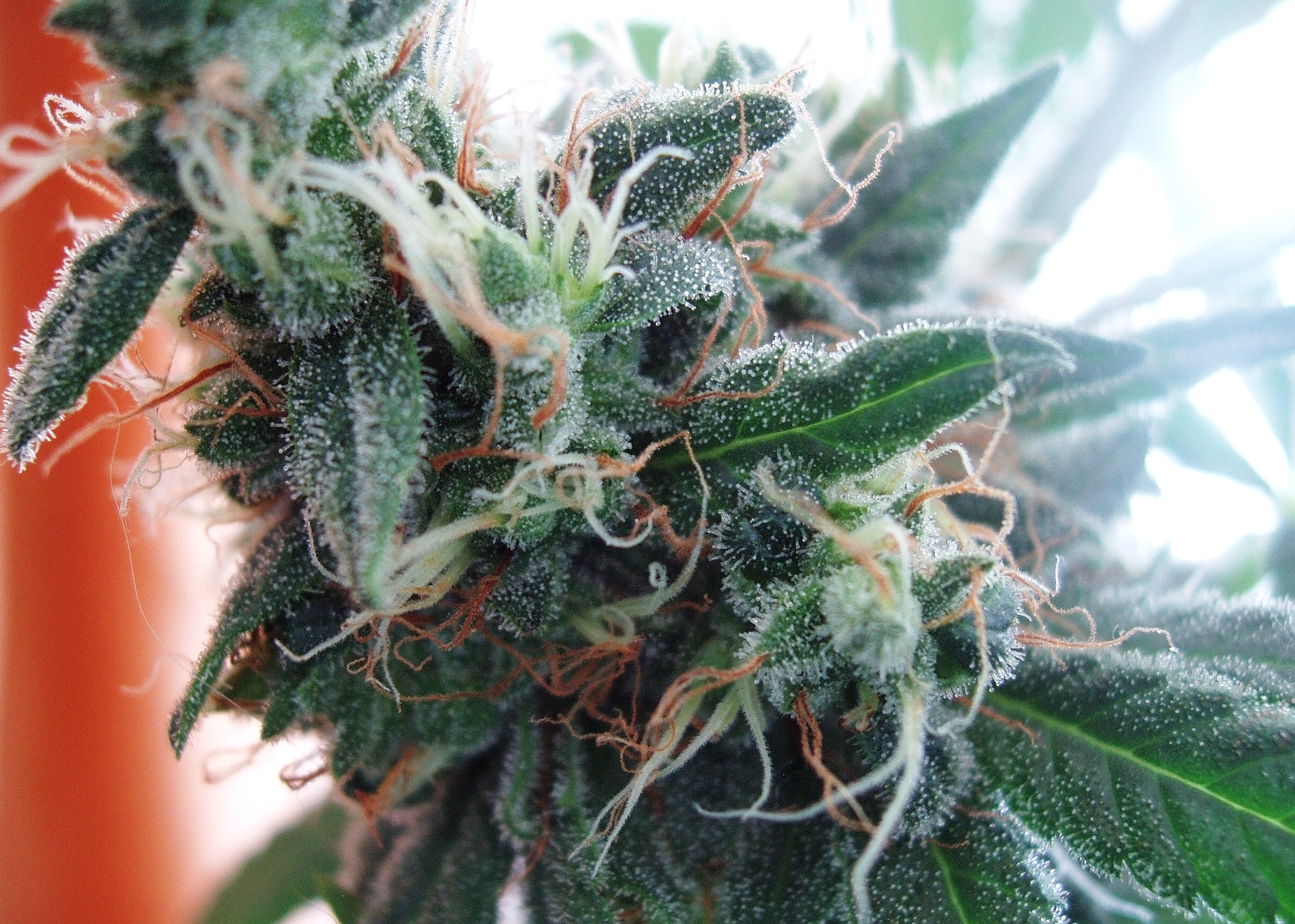
White Widow.

White Widow är en mycket potent variant av cannabis. Den har vunnit Cannabis Cup och har fått sitt namn efter sitt stora antal trikomer, som ger plantan en vit nyans. White Widow är en 60/40 indica/sativa-blandning. När White Widow vann Cannabis Cup 1995 satte den standarden för kommande cannabisstrains. Man har uppmätt THC-halter på upp till 25 % men vanligtvis innehåller White Widow ca 16 % THC. Sorten är framtagen av Shantibaba som då arbetade på Greenhouse Seeds Company i Amsterdam 1994. Denna sorten finns att köpa på Greenhouse Coffeeshop i Amsterdam. Efter att Shantibaba slutade på Greenhouse Seed Company tog han med föräldrarna till White Widdow från Green House och startade Mr Nice Seedbank med Howard Marks och döpte därefter om den till Black Widow för att inte förväxlas med White Widow som uppsjöar av seedbanks erbjuder.